# Xestopelta sexcincta
Xestopelta sexcincta là một loài tò vò trong họ Ichneumonidae.